# الحزب الجمهوري الفيدرالي (البرازيل)
الحزب الجمهوري الفيدرالي كان أول محاولة لحزب سياسي وطني خلال الجمهورية البرازيلية الأولى. تم إنشاؤه في عام 1893، من اندماج الحزب الجمهوري في ساو باولو مع النوادي الجمهورية.
في عام 1896، انهار الحزب بسبب الأزمات الداخلية. حتى في حالة خراب، استمر الحزب حتى عام 1898، عندما ترشح لورو سودري لرئاسة الجمهورية ضد الفائز كامبوس سيلز. 

## الممثلين الرئيسيين
- لاورو سودري - حاكم بارا (1891–1897)؛
- برودنت دي مورايس - رئيس الجمهورية (1894–1898)؛
- فرانسيسكو غليسيريو - عضو مجلس الشيوخ (1891-1899)؛
- مانويل فيتورينو - نائب رئيس الجمهورية (1894-1898).